# Martin Indyk

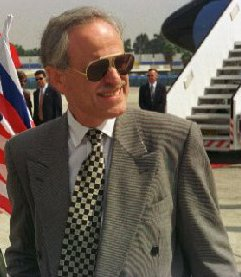
Martin Indyk in 1996

Martin Sean Indyk (Londen, 1 juli 1951 – New Fairfield (Connecticut), 25 juli 2024) was een Amerikaans diplomaat. In 2013 werd hij benoemd tot speciaal afgezant voor de onderhandelingen tussen Israël en de Palestijnse Autoriteit.
Indyk werd geboren in een joods gezin in Londen, maar groeide op in Australië, waar hij ook zijn opleiding volgde. Hij studeerde in 1972 af aan de Universiteit van Sydney en kreeg in 1977 een PhD aan de Australian National University. Indyk emigreerde naar de Verenigde Staten en werd in 1993 Amerikaans staatsburger.
In 1982 begon hij te werken voor de pro-Israël lobbygroep American Israel Public Affairs Committee (AIPAC). Vanaf 1985 was hij 8 jaar directeur van het Washington Institute for Near East Policy. Hij doceerde aan de Johns Hopkins School of Advanced International Studies en aan het Midden-Oosteninstituut van de Columbia-universiteit, het Mosje Dayan-instituut van de Universiteit van Tel Aviv en de politicologie-afdeling van de  Macquarie University in Sydney.
Indyk was speciaal assistent van president Clinton, en was tweemaal gedurende korte tijd ambassadeur van de Verenigde Staten in Israël.
Op 29 juli 2013 werd hij tot speciaal gezant voor de onderhandelingen tussen Israël en de Palestijnse Autoriteit benoemd. Op dat moment werkte hij voor het Brookings Instituut in Washington.
Hij overleed op 73-jarige leeftijd in Connecticut.